# Castel Spine
Castel Spine è un castello medievale che si trova nel comune di Comano Terme in Provincia di Trento.

## Storia
Il castello fu edificato dalla Magnifica Comunità Lomasina alla fine del XII secolo come rifugio per la popolazione nel caso di guerre. Originariamente era chiamato Comendone.
Nel 1205 passò ai signori d'Arco, diventando ben presto uno dei fulcri delle lotte contro la famiglia rivale dei Campo per il controllo economico e politico delle Giudicarie.
Nel 1348 fu distrutto insieme a Castel Restor su ordine di Ludovico V di Baviera, conte del Tirolo, e solo nel 1404 per intercessione del principe vescovo di Trento, Giorgio di Liechtenstein, fu permesso ai d'Arco di ricostruirlo.
Dopo quasi 400 anni di scontri, la situazione nella zona si stabilizzò e il castello perse la sua importanza militare. Nel XVI secolo fu trasformato in una residenza di caccia, per poi essere nel tempo sempre più abbandonato e abitato solamente da contadini.
Nel 1772 vi nacque Bernardino Dalponte, uno dei protagonisti dell'insorgenza tirolese tra il 1796 e il 1810.
Nel 1933 un grave incendio portò quasi alla sua completa distruzione, solo gli edifici meridionali si salvarono mentre le altre ali crollarono e non furono più ricostruite.
Nel 1954 ci furono ulteriori crolli e nel 2012 il castello fu danneggiato dal terremoto dell'Emilia del 2012.
Oggi solo una parte del castello è abitabile, mentre il resto è ridotto a ruderi, anche se imponenti. Essendo un'abitazione privata non è aperto al pubblico.